# Тяжёлые металлы

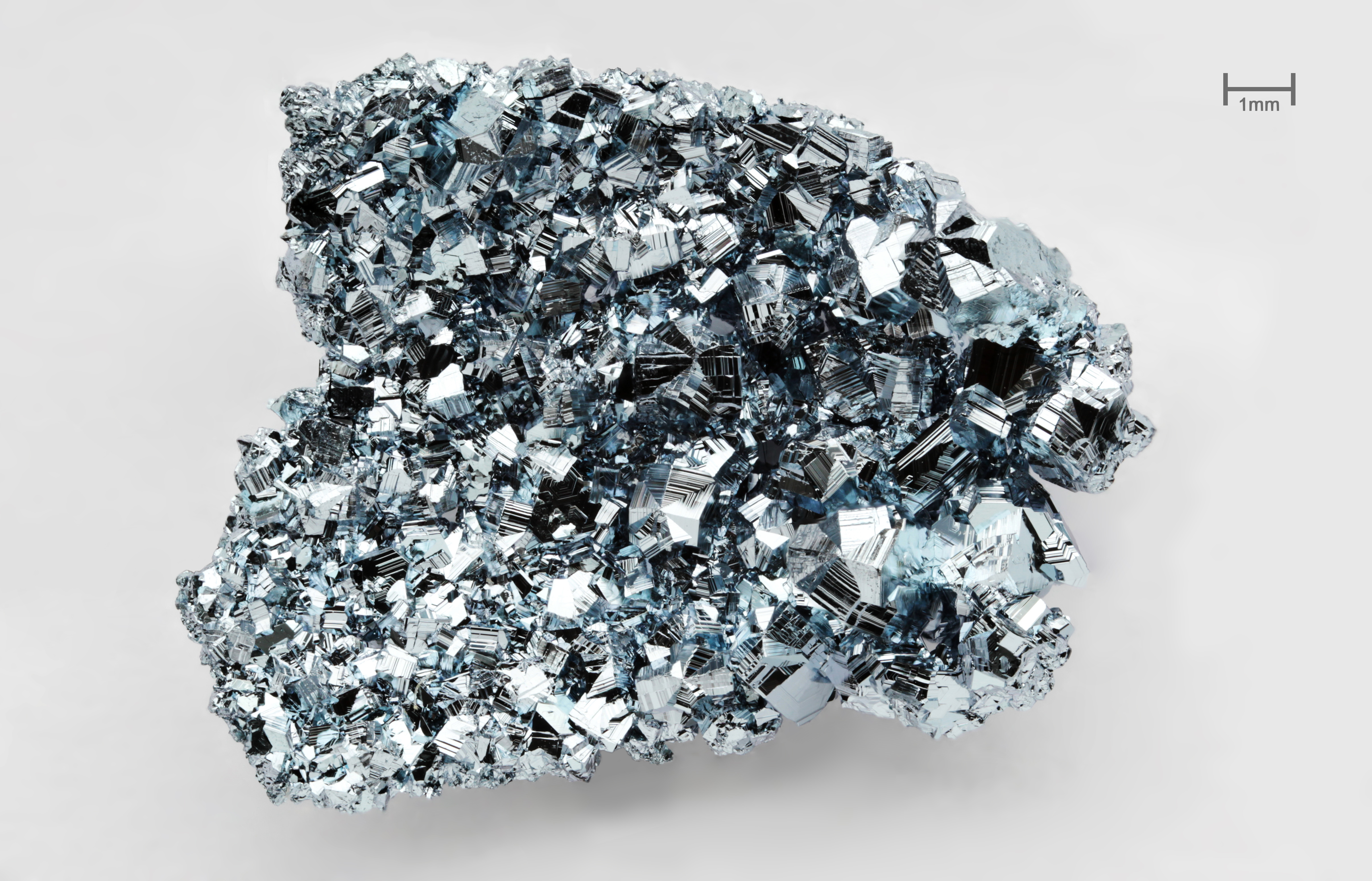
Кристаллы осмия

Тяжёлые мета́ллы — химические элементы со свойствами металлов (в том числе и полуметаллы) и значительным атомным весом либо плотностью. 

## Определение
Понятие «тяжёлые металлы» было предложено немецким химиком Леопольдом Гмелиным в 1817 году. 
Известно около сорока различных определений термина тяжёлые металлы, и невозможно указать на одно из них, как наиболее принятое. Соответственно, список тяжёлых металлов согласно разным определениям будет включать разные элементы. Используемым критерием может быть относительная атомная масса свыше 50, и тогда в список попадают все металлы, начиная с ванадия, независимо от плотности. Другим часто используемым критерием является плотность, примерно равная или большая плотности железа (8 г/см3), тогда в список попадают такие элементы как свинец, ртуть, медь, кадмий, кобальт, а, например, более легкое олово выпадает из списка. Существуют классификации, основанные и на других значениях пороговой плотности (например — плотность 5 г/см3) или атомного веса. Некоторые классификации делают исключения для благородных и редких металлов, не относя их к тяжёлым, некоторые исключают нецветные металлы (железо, марганец). Также, формально к тяжёлым металлам относятся и встречающиеся в природе или полученные искусственно актиноиды, такие как уран, торий, плутоний и нептуний - они все обладают высокой плотностью и большой атомной массой.
Чаще всего термин «тяжёлые металлы» рассматривается не с химической, а с медицинской и природоохранной точек зрения. 
При включении в эту категорию могут учитываться не только химические и физические свойства элемента, но и его биологическая активность и токсичность, а также объём использования в хозяйственной деятельности.
В связи с описанной выше несогласованностью в определениях термина его использование в англоязычной научной литературе на протяжении долгого времени подвергается критике и служит предметом острых дискуссий. В русскоязычной же научной литературе использование этого термина в основном не вызывает возражений.

## Биологическая роль
Многие тяжёлые металлы, такие как железо, медь, цинк, молибден, участвуют в биологических процессах и в определённых количествах являются необходимыми для функционирования растений, животных и человека микроэлементами.
С другой стороны, тяжёлые металлы и их соединения могут оказывать вредное воздействие на организм человека, способны накапливаться в тканях, вызывая ряд заболеваний. Не имеющие полезной роли в биологических процессах металлы, такие как свинец, таллий, ртуть и актиноиды, определяются как токсичные металлы. Некоторые элементы, такие как ванадий или кадмий, обычно имеющие токсичное влияние на живые организмы, могут быть полезны для некоторых видов - к примеру, некоторые виды асцидий содержат в своём организме достаточно большие концентрации ионов, содержащих атомы ванадия.
Некоторые тяжёлые металлы, такие как кобальт, никель, кадмий, уран, плутоний и хром (+6) обладают выраженным канцерогенным действием.

### Механизмы действия
Катионы Pb2+, Hg2+, Cd2+ и другие, относимые к группе мягких кислот Льюиса, легко образуют прочные ковалентные связи с тиольными группами SH в молекуле аминокислоты цистеина. Ферменты, содержащие в своём активном центре тиольные группы, при действии даже малых концентраций ионов тяжёлых металлов подвергаются ингибированию, как правило, необратимому, что приводит к серьёзному нарушению обмена веществ.

## Загрязнение тяжёлыми металлами
Среди разнообразных загрязняющих веществ тяжёлые металлы (в том числе ртуть, свинец, кадмий, цинк) и их соединения выделяются распространенностью, высокой токсичностью, многие из них — также способностью к накоплению в живых организмах. Они широко применяются в различных промышленных производствах, поэтому, несмотря на очистительные мероприятия, содержание соединений тяжёлых металлов в промышленных сточных водах довольно высокое. Они также поступают в окружающую среду с бытовыми стоками, с дымом и пылью промышленных предприятий. 
Многие металлы образуют стойкие органические соединения, хорошая растворимость этих комплексов способствует миграции тяжёлых металлов в природных водах. К тяжёлым металлам относят более 40 химических элементов, но при учёте токсичности, стойкости, способности накапливаться во внешней среде и масштабов распространения токсичных соединений, контроля требуют примерно в четыре раза меньшее число элементов.

### Загрязнение океана
Помимо сточных вод, большие массы соединений тяжёлых металлов поступают в океан через атмосферу и с захоронением разнообразных отходов в Мировом океане. Для морских биоценозов наиболее опасны ртуть, свинец и кадмий.

### Ртуть
Ртуть переносится в океан с материковым стоком (прежде всего — из стока промышленных вод) и через атмосферу.
В составе атмосферной пыли содержится около 12 тыс. т ртути. До трети от этого количества образуется при выветривании пород, содержащих ртуть (киноварь). Ртуть антропогенного происхождения попадает в атмосферу в первую очередь при сжигании угля на электростанциях, а также работы горнодобывающих предприятий: по данным 2024 года это 2000 тонн ртути в газообразном состоянии ежегодно. Около половины годового промышленного производства этого металла (910 тыс. т) попадает в океан. Некоторые бактерии переводят токсичные хлориды ртути в ещё более токсичную метилртуть. Соединения ртути накапливается многими морскими и пресноводными организмами в концентрациях, во много раз превышающих содержание её в воде.
Употребление в пищу рыбы и морепродуктов неоднократно приводило к ртутному отравлению населения. Так, к 1977 году насчитывалось 2800 жертв болезни Минамата, причиной которой послужило поступление в залив Минамата со сточными водами отходов предприятий, на которых в качестве катализатора использовалась хлористая ртуть. Соединения ртути высокотоксичны для человека.

### Свинец
Свинец — рассеянный элемент, содержащийся во всех компонентах окружающей среды: в горных породах, почвах, природных водах, атмосфере, живых организмах. Помимо того, свинец поступает в окружающую среду в результате хозяйственной деятельности человека. До запрета на использование в топливе тетраэтилсвинца в начале XXI века, выхлопные газы транспорта были заметным источником свинца в атмосфере. С континентальной пылью в атмосфере океан получает 20—30 тысяч тонн свинца в год.
В организм человека свинец попадает как с пищей и водой, так и из воздуха. Свинец может выводиться из организма, однако малая скорость выведения может приводить к накоплению в костях, печени и почках.

### Кадмий
Кадмий является относительно редким и рассеянным элементом, в природе концентрируется в минералах цинка. Поступает в природные воды в результате смыва почв, выветривания полиметаллических и медных руд, и со сточными водами рудообогатительных, металлургических и химических производств. Большую опасность представляют отработавшие своё, неисправные и не подлежащие восстановлению никель-кадмиевые аккумуляторы, которые ранее отправлялись на свалки вместе с обыкновенными твердыми бытовыми отходами, и не подвергались специальной процедуре утилизации.
Кадмий в норме присутствует в организме человека в микроскопических количествах. При накоплении организмом соединений кадмия поражается нервная система, нарушается фосфорно-кальциевый обмен. Хроническое отравление приводит к анемии и остеопорозу.